# Petit-Avin
Petit-Avin est un village belge de la commune de Clavier situé en Région wallonne dans le sud-ouest du Condroz liégeois. 
Avant la fusion des communes de 1977, Petit-Avin faisait partie de la commune de Les Avins.

## Situation
Petit-Avin est situé dans un environnement de prairies, de champs cultivés et de bosquets entre les villages de Les Avins et Havelange et le hameau de Hoyoux. Ce petit village est bâti dans le vallon du Hoyoux. Il est traversé par le réseau RAVeL (ligne 126 reliant Marchin à Ciney).

## Description
Village initialement voué à l'agriculture, Petit-Avin compte plusieurs fermes remarquables. Parmi celles-ci, on peut citer la ferme du Caillou (ferme seigneuriale de Petit-Avin) et la ferme de Petit-Avin (ancienne ferme Fabry) datant de la première moitié du XVIIIe siècle et bâtie en moellons de calcaire.
À proximité du Hoyoux, se trouve une petite chapelle en brique rouge et pierre de taille dédiée à Notre-Dame de Lourdes. 
Des constructions plus récentes se sont implantées en périphérie du village. 
On a extrait du petit granit (pierre calcaire) mais aussi du grès dans les carrières proches du village. En effet, un banc de grès jouxte ici un banc de petit granit. 